# 希艾瑟斯圖爾山
46°52′38″N 8°28′05″E / 46.87714224°N 8.46795917°E

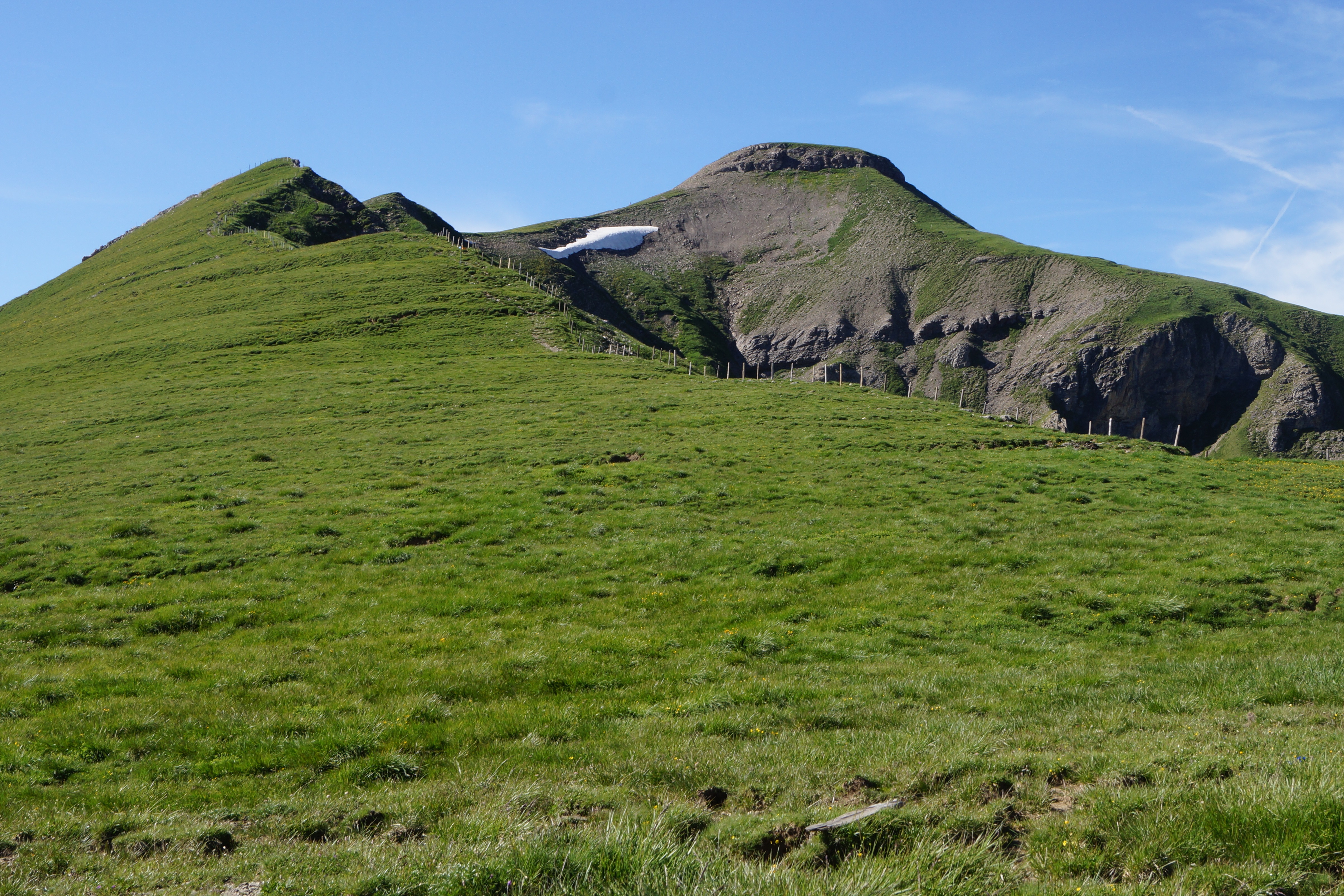

希艾瑟斯圖爾山（Chaiserstuel），是瑞士的山峰，位於該國中部，處於烏里州和下瓦爾登州接壤的邊界，屬於烏里山的一部分，海拔高度2,400米，每年平均降雨量2,385毫米。